# Национален парк „Салонга“
Национален парк „Салонга“ (на френски: Parc national de la Salonga) е национален парк на територията на Демократична република Конго, намиращ се в централната част на басейна на Конго. Има площ от 36 000 км² и представлява най-големият природозащитен обект на територията на екваториалните гори на Африка. Паркът може да бъде достигнат само по вода. През 1984 г. е включен в списъка на световното културно и природно наследство. Вследствие на разразилата се гражданска война в страната през 1999 г. паркът е включен в списъка на обектите на световното културно наследство в риск.

## Разположение и климат
Националният парк „Салонга“ се намира на надморска височина от 350 до 700 м. Средно в годината в него падат около 2000 мм дъжд.

## Фауна
В националния парк се срещат редица изчезващи видове животни като африкански сив папагал, африкански паун, бонобо, африкански горски слон, африкански остромуцунест крокодил, както и типични представители като конгоански лъв, хипопотам, червен бивол и други.